# Operación Puerto
Operación Puerto (ook wel de zaak-Fuentes genoemd) is een Spaanse dopingzaak waarin naar verluidt meer dan 200 atleten betrokken zijn. De naam Operación Puerto verwijst naar de codenaam die de Guardia Civil aan de zaak gaf. Onder de 200 atleten zitten 47 wielrenners, maar ook grote namen uit het tennis, de Formule 1 en het voetbal worden genoemd.

## Chronologie
23 mei 2006

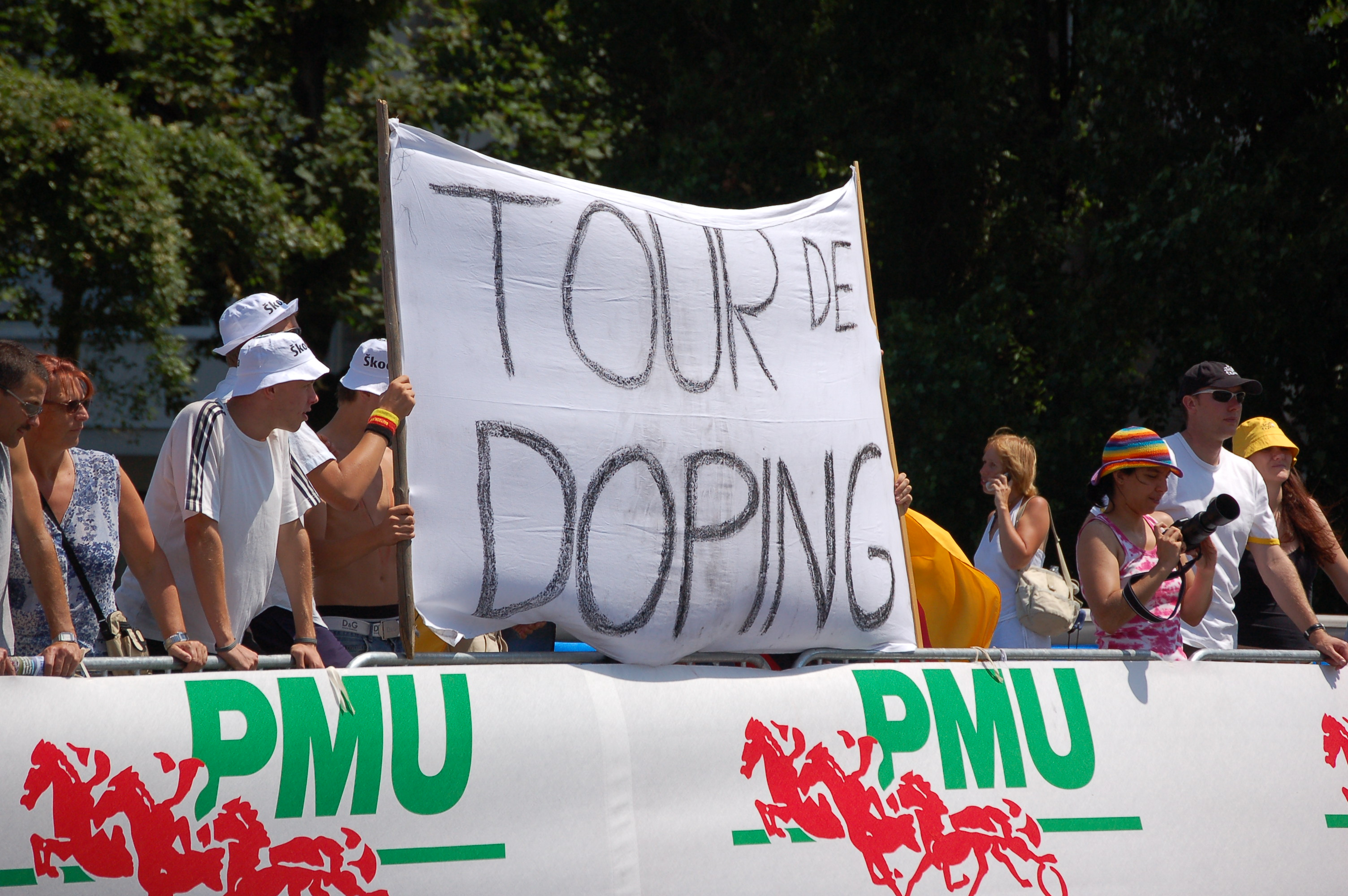
Toeschouwers tonen hun ongenoegen over de dopingzaak tijdens de Ronde van Frankrijk 2006

In Madrid worden onder meer 200 bloedzakjes en transfusiemateriaal gevonden bij een inval van de Guardia Civil. Vijf personen worden ervan verdacht spilfiguren te zijn in een van de grootste dopingschandalen in de sportgeschiedenis. Onder meer Liberty Seguros-ploegleider Manolo Saiz, sportarts Eufemiano Fuentes en Kelme-ploegleider Ignacio Labarta worden opgepakt.
25 mei 2006
Naar aanleiding van het dopingschandaal maakt Liberty Seguros, een Spaanse verzekeringsmaatschappij, bekend te stoppen met wielersponsoring. Het voortbestaan van de Liberty Seguros-wielerploeg lijkt in het gedrang.
26 mei 2006
In de finale van de Ronde van Italië 2006 worden Tourfavorieten Ivan Basso en Jan Ullrich in verband gebracht met Fuentes. Beiden ontkennen echter iets met de zaak te maken te hebben.
31 mei 2006
Manolo Saiz neemt ontslag als ploegleider van Team Würth om de Tourdeelname van de ploeg met favoriet Aleksandr Vinokoerov niet in het gedrang te brengen.
9 juni 2006
De Tourdirectie trekt de wildcard van Kelme in. Te veel renners van de continentale ploeg lijken betrokken bij de dopingzaak.
22 juni 2006
De licentiecommissie van de ProTour zet het licht op groen voor deelname aan de Tour van Astana - Würth Team, de opvolger van Liberty Seguros - Würth Team. Aleksandr Vinokoerov lijkt voorlopig gered.
26 juni 2006
In Spanje staakt het peloton tijdens het Spaans kampioenschap op de weg naar aanleiding van de berichten in de Spaanse pers. De Tourdirectie wil Astana niet aan de start van de Ronde van Frankrijk zien. De naam van Jan Ullrich klinkt luider en luider.
29 juni 2006
Het Internationale Sporttribunaal TAS beslist dat Astana wel mag deelnemen. In Straatsburg, de stad waar de Tour van start gaat, wemelt het van de geruchten. Ook Giro-winnaar Ivan Basso komt weer in opspraak.
30 juni 2006
Een dag voor de Tourstart barst het dopingschandaal in alle hevigheid los. Negen renners, onder wie favorieten Ullrich, Basso en Mancebo wordt de tourstart ontzegd. Astana kan uiteindelijk niet starten omdat vijf van de negen renners geweerd zijn en de ploeg dus niet aan het vereiste minimum van zes renners raakt.
3 augustus 2006
Het VRT Nieuws meldt dat de Duitse dopingexpert Werner Franke inzage heeft gehad in het dossier van de Spaanse politie over Jan Ullrich. "Ik kan enkel zeggen dat het lang geleden is dat ik zoveel vuiligheid bijeen zag." Volgens Franke gaf Ullrich jaarlijks €35.000,- aan dopingproducten uit. "Sommige personen in zijn entourage zijn echte duivels. Dat ze hem zulke producten hebben aangeraden en dat ze hem bij de Spaanse dokter Eufimiano Fuentes brachten!"
Eind augustus 2006
In de krant Süddeutsche Zeitung verschijnt een fax van Eufemiano Fuentes aan Nelson Giraldo Flores, een van Fuentes' belangrijkste dopingkoeriers. In de fax staat geschreven: "Nelson, zoals afgesproken overhandig ik je de lijst met deelnemers aan het festival dat in mei plaatsvindt. Ik hoop zoals steeds op je hulp en medewerking." Met het festival in mei bedoelt Fuentes de Ronde van Italië. Daarna volgt de lijst:
1. Alessandro Kalc
2. Alberto Léon
3. Ivan Basso
4. Marcos Serrano
5. Michele Scarponi
6. José Enrique Gutierrez
7. Jan Ullrich

Fuentes tekent met Eufuentes.
1 september 2006
De Duitse tv-zender ARD meldt dat medeplichtigen van Fuentes ook in Duitsland actief zouden zijn geweest. Nadat hij in mei gearresteerd was, zou hij zijn activiteiten verplaatst hebben naar een hotel in Hamburg. Daar zouden renners van eind mei tot eind juni terecht hebben gekund voor bloedtransfusies.
10 maart 2007
Spaanse kranten melden dat de rechter die de affaire heeft onderzocht het dossier wil sluiten. Dopinggebruik was ten tijde van de affaire in Spanje namelijk niet strafbaar, in tegenstelling tot Frankrijk en Italië.
7 mei 2007
De Italiaanse wielrenner Ivan Basso bekent zijn betrokkenheid in de zaak-Fuentes. Hij is bereid mee te werken aan het onderzoek om zo strafvermindering te krijgen. De intussen geschorste kopman van Discovery Channel had zichzelf aangeboden bij het CONI, het Italiaanse Olympische Comité, dat Basso verder wilde ondervragen over de zaak.
8 mei 2007
Ook Michele Scarponi bekent klant geweest te zijn bij Fuentes. Ondertussen meldt de Italiaanse sportkrant La Gazzetta dello Sport dat Alejandro Valverde betrokken zou zijn. Luigi Cecchini zou dan weer de Italiaanse tussenpersoon zijn van Ivan Basso en Michele Scarponi.
14 mei 2007
De Guardia Civil meldt dat ook Alejandro Valverde betrokken is. In de dossiers van Fuentes zouden de codenamen 18, Valv. en Piti naar hem verwijzen. Valverde zelf ontkent alle beschuldigingen. Ondertussen meldt het WADA dat het er alles aan zal doen om de schuldigen in Operación Puerto te straffen. De instantie is nu officieel als betrokkene in het juridische proces toegelaten en krijgt daardoor toegang tot het gerechtelijke dossier. Aan de hand daarvan wil ze strafmaatregelen nemen. Ook de wereldvoetbalbond FIFA heeft inzage in het dossier gevraagd om te kijken of er ook voetballers bij betrokken zijn.
30 juni 2007
Ook Jörg Jaksche geeft toe zich gedopeerd te hebben. Sinds het begin van z'n carrière, bij Polti in 1997, gebruikte hij verboden middelen, en in 2005 kwamen daar de bloedtransfusies van Fuentes bij. Z'n codenaam was Bella, net zoals Birillo bij Basso de naam van zijn hond. Op 2 juli verschijnt in het Duitse weekblad Der Spiegel een interview over deze praktijken. Jaksche was een bekende tegenstander van de DNA-proef, maar dit protest moet nu in een ander licht geplaatst worden.
31 mei 2010
Alejandro Valverde is voor twee jaar geschorst tot 1 januari 2012 vanwege het overtreden van de dopingregels. Valverde is nooit betrapt op dopinggebruik, maar volgens het hoogste sporttribunaal CAS wijst DNA-materiaal op het gebruik van bloeddoping door de Spaanse wielrenner.

Het Italiaans olympisch comité deed de Spanjaard eerder al in de ban, omdat hij in verband werd gebracht met Eufemiano Fuentes. Valverde vocht die schorsing aan bij het CAS, maar verloor. Voor de UCI was die nederlaag de aanleiding om het CAS te bewegen de 30-jarige Spanjaard een wereldwijde schorsing op te leggen. Het CAS baseerde zijn beslissing vooral op het feit dat een DNA-test bewees dat één der onderzochte bloedzakken uit het laboratorium van Fuentes zowel bloed van Valverde als epo bevatte.
28 januari 2013
Het proces tegen Fuentes, zijn zus Yolanda, Manolo Saiz, José Ignacio Labarta en Vicente Belda gaat van start. Zij worden beschuldigd van het in gevaar brengen van de volksgezondheid. De aanklacht tegen Fuentes' assistent José Luis Merino Batres kwam te vervallen wegens gezondheidsredenen, hij lijdt namelijk aan alzheimer. Tijdens het proces staat vooral het dopinggebruik in de wielersport centraal, terwijl Fuentes eerder al aangaf ook sporters uit andere disciplines te hebben behandeld.
14 juni 2016
De Spaanse rechter oordeelde op 14 juni 2016 dat de 211 bloedzakken die in 2006 bij Fuentes zijn aangetroffen, onderzocht mogen worden. Het oordeel van de rechter houdt in dat de identiteit van de betrokken sporters bekend zal worden. Het is onwaarschijnlijk dat de sporters nog gestraft kunnen worden, omdat de verjaringstermijn van de zaak is verstreken.

## Lijst van mogelijk betrokken wielrenners
Astana
Allan Davis (wordt niet verder vervolgd)
Joseba Beloki (code, bijnaam: J.B.)
Alberto Contador (wordt niet verder vervolgd, bijnaam: A.C.)
David Etxebarria (code: ETB)
Jörg Jaksche (heeft bekend, code: 20, bijnaam: Bella, Jorg, J.J. en volgens de documenten van de Guardia Civil ook Vains en Vans)
Isidro Nozal
Unai Osa (bijnaam: Una)
Aitor Osa (bijnaam: Atr)
Sérgio Paulinho (wordt niet verder vervolgd)
Michele Scarponi (bekende betrokkenheid op 8 mei 2007, bijnamen: Zapatero en Il Presidente)
Marcos Serrano (code: 13, bijnamen: SRR en M.S.)
Ángel Vicioso (code: 16, bijnamen: Vic, VCS en A.V.)
Giampaolo Caruso
Dariusz Baranowski
Caisse d'Epargne-Illes Balears
Luis León Sánchez (code: Huerto)
Constantino Zaballa (code: 19)
Alejandro Valverde (code: Valv., Piti, 18)
Antonio Colom (code: A.C.)
Kelme
Vicente Ballester
David Bernabéu
David Blanco
José Adrián Bonilla
Juan Gomis
Eladio Jiménez
David Latasa
Javier Pascual Rodríguez
Rubén Plaza
Claudio José Casas
Team CSC
Ivan Basso (heeft bekend, code: 2, bijnaam: Birillo)
Fränk Schleck (zou in maart 2007 een bedrag van 6991 euro hebben overgemaakt aan dr. Fuentes, bijnaam: Amigo de Birillo). Schleck is echter vrijgesproken. De anonieme tipgever in de affaire rond Schleck vermeldde expliciet dat zijn broer Andy Schleck nooit klant van Fuentes zou zijn geweest.
Phonak Hearing Systems
Santiago Botero (code: 4, bijnamen: Sansone en BTR)
José Enrique Gutiérrez Cataluña (code: 12, Catalán, Guti)
José Ignacio Gutiérrez (bijnaam el Búfalo werd gebruikt in een sms)
Tyler Hamilton
Saunier Duval-Prodir
Carlos Zárate
Koldo Gil
T-Mobile Team
Óscar Sevilla (code: 5, Sevillano, SVQ)
Jan Ullrich (code: 1, bijnamen: Il Huijo Rudicio (de zoon van Rudy) en Jan)
Rudy Pevenage (ploegleider)
Unibet.com
Carlos García Quesada

### Overige namen
Bepaalde codes en bijnamen konden niet meteen, of niet met harde bewijzen gelinkt worden aan wielrenners, maar komen wel voor in de documenten van de Guardia Civil. Het gaat om:
- Amigo de Birillo: tegenwoordig gelinkt aan Fränk Schleck, voorheen aan Eddy Mazzoleni die getrouwd is met de zus van Ivan Basso.
- Classico Mano (klassiekerspecialist): volgens Süddeutsche Zeitung gaat het om Thomas Dekker. Thomas Dekker is evenwel een rondespecialist en was op het moment waarvan sprake nog een heel jonge renner.
- Classicomano Luigi: Luigi kan verwijzen naar dokter Luigi Cecchini, de begeleider van onder anderen Thomas Dekker en Fabian Cancellara.
- PNTI: naar analogie met de afkorting van Hamilton zou dit kunnen staan voor Marco Pantani (Mercatone Uno).
- HDEZ: misschien Jesús Hernández, hoewel deze toegaf dat er georganiseerd dopinggebruik was bij Liberty Seguros - Würth, zou hij toch niet de Hernández zijn uit Operación Puerto.[3]
- Huerta (code: 32): betekent 'boomgaard', gedacht werd aan Michael Boogerd. Tegenwoordig gelinkt aan Luis León Sánchez.
- Valv. (Piti): Alejandro Valverde.
- Milàn
- Azul Hurí
- Gemma
- Nicolas (code: 4, zoals Santiago Botero)
- Goku (code: 17)
- César (code: 15)
- Alcalde (code: 13)
- Jandro
- Een renner van Liberty Seguros, afgekort L.